# Xã Lost River, Quận Martin, Indiana
Xã Lost River (tiếng Anh: Lost River Township) là một xã thuộc quận Martin, tiểu bang Indiana, Hoa Kỳ. Năm 2010, dân số của xã này là 572 người.